# Treasure Lake
Treasure Lake és una concentració de població designada pel cens dels Estats Units a l'estat de Pennsilvània. Segons el cens del 2000 tenia 4.507 habitants.

## Demografia
Segons el cens del 2000, Treasure Lake tenia 4.507 habitants, 1.751 habitatges, i 1.386 famílies. La densitat de població era de 162,3 habitants/km².
Dels 1.751 habitatges en un 33,4% hi vivien nens de menys de 18 anys, en un 72,5% hi vivien parelles casades, en un 4% dones solteres, i en un 20,8% no eren unitats familiars. En el 18,2% dels habitatges hi vivien persones soles el 6,3% de les quals corresponia a persones de 65 anys o més que vivien soles. El nombre mitjà de persones vivint en cada habitatge era de 2,57 i el nombre mitjà de persones que vivien en cada família era de 2,91.
Per edats la població es repartia de la següent manera: un 24,5% tenia menys de 18 anys, un 4,5% entre 18 i 24, un 29,3% entre 25 i 44, un 27,5% de 45 a 60 i un 14,3% 65 anys o més.
L'edat mediana era de 41 anys. Per cada 100 dones de 18 o més anys hi havia 98 homes.
La renda mediana per habitatge era de 48.532 $ i la renda mediana per família de 51.505 $. Els homes tenien una renda mediana de 42.426 $ mentre que les dones 28.804 $. La renda per capita de la població era de 21.438 $. Entorn del 2,9% de les famílies i el 4% de la població estaven per davall del llindar de pobresa.

## Poblacions més properes
El següent diagrama mostra les poblacions més properes.